# Rybackoje (stanice metra v Petrohradu)
Rybackoje (rusky Рыбацкое) je stanice metra v Petrohradu. Nachází se na jihu Něvsko-Vasileostrovské linky; je její jižní konečnou. Ještě dále jižním směrem za ní se nachází Depo Něvskoje.

## Charakter stanice
Rybackoje je povrchová (jediná svého typu na celé lince), zastřešená stanice, vybudována byla jako velká hala s bočními nástupišti. Nachází se ve stejnojmenné městské části, nedaleko nádraží, s kterým je spojena podzemními chodbami pro cestující.
Z nástupiště vede jen jeden výstup, a to přímo na uliční úroveň. Dobudování druhého se plánuje do vzdálené budoucnosti; do doby kdy má být rozšířeno místní nádraží.
V prostoru nástupiště byl jako dekorativní obklad použit šedý a bílý mramor a leštěná žula. Svým ztvárněním se podobá velmi podobné stanici s názvem Kupčino.
Stanice byla otevřena 28. prosince 1984. Mezi 1. květnem 2000 a 1. dubnem 2001 prošla k rekonstrukcí eskalátorů a chodeb vedoucích na železniční nádraží, což si vynutilo její uzavření.